# Mourède
Mourède (Moreda en gascon) est une commune française située dans le centre du département du Gers en région Occitanie. Sur le plan historique et culturel, la commune est dans le Pays d'Auch, un territoire céréalier et viticole qui s'est également constitué en pays au sens aménagement du territoire en 2003.
Exposée à un climat océanique altéré, elle est drainée par l'Osse et par divers autres petits cours d'eau.
Mourède est une commune rurale qui compte 70 habitants en 2022, après avoir connu un pic de population de 215 habitants en 1831. Elle fait partie de l'aire d'attraction de Vic-Fezensac. Ses habitants sont appelés les Mourédois ou  Mourédoises.

## Géographie

### Localisation
Mourède est une commune située à 18 km au sud-est d'Eauze et seulement 4 km au nord de Vic-Fezensac. C'est une bastide de 1284, formant une quasi-enclave entre le canton de Vic-Fezensac et de Valence-sur-Baïse, et donnant sur la vallée de l'Osse.

### Communes limitrophes
Les communes limitrophes sont  Courrensan, Justian, Lannepax et Vic-Fezensac.
| Courrensan (par un quadripoint), Lannepax | Justian      |  |
|                                           | Mourède      |  |
|                                           | Vic-Fezensac |  |

### Géologie et relief
Mourède se situe en zone de sismicité 1 (sismicité très faible).

### Hydrographie

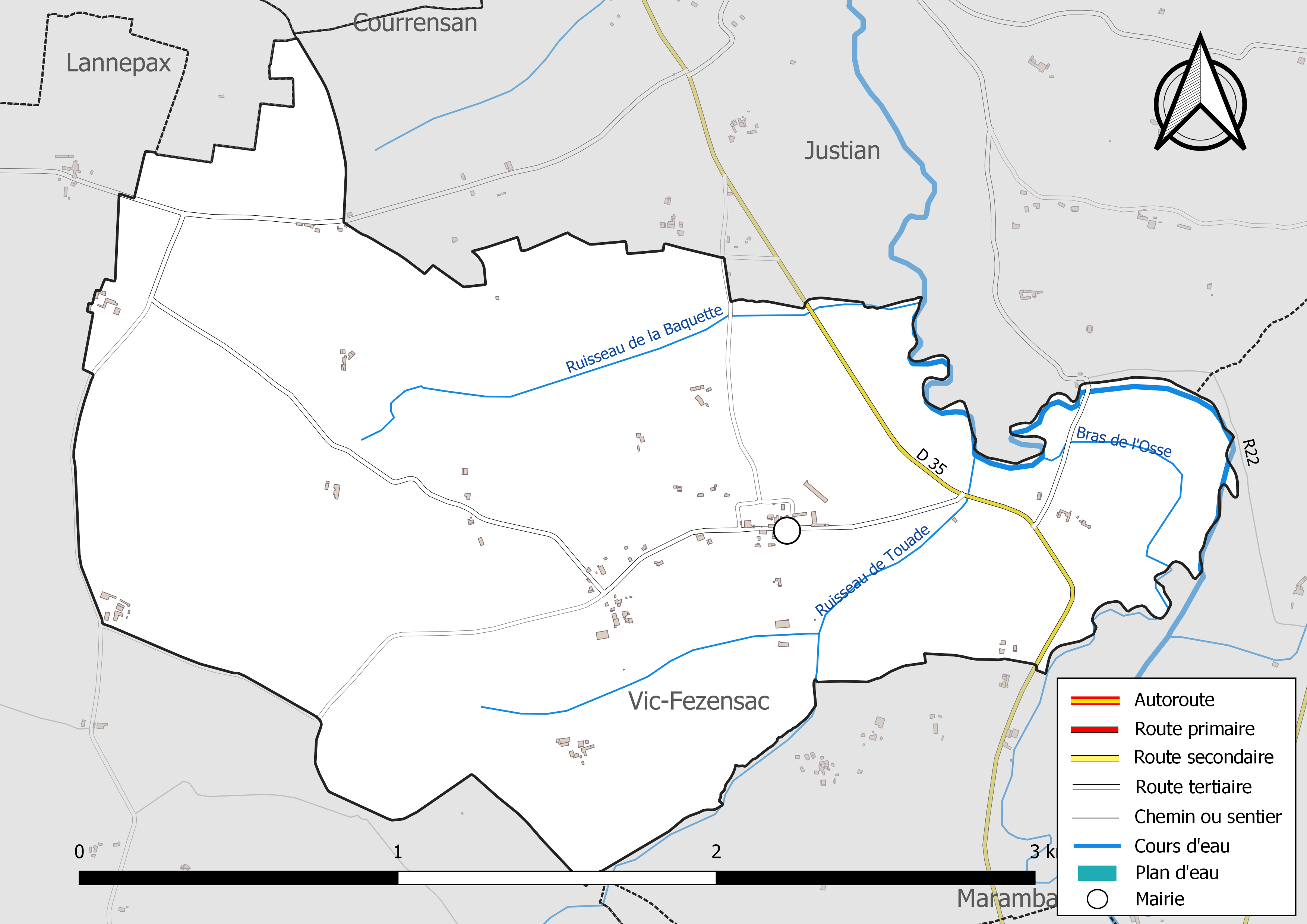
Réseaux hydrographique et routier de Mourède.

La commune est dans le bassin de la Garonne, au sein du bassin hydrographique Adour-Garonne. Elle est drainée par l'Osse, un bras de l'Osse, le ruisseau de la Baquette, le ruisseau de Touade et par un petit cours d'eau, qui constituent un réseau hydrographique de 7 km de longueur totale,.
L'Osse, d'une longueur totale de 120,3 km, prend sa source dans la commune de Bernadets-Debat et s'écoule vers le nord. Il traverse la commune et se jette dans la Gélise à Andiran, après avoir traversé 36 communes.

### Climat
Pour des articles plus généraux, voir Climat de l'Occitanie et Climat du Gers.
En 2010, le climat de la commune est de type climat du Bassin du Sud-Ouest, selon une étude s'appuyant sur une série de données couvrant la période 1971-2000. En 2020, Météo-France publie une typologie des climats de la France métropolitaine dans laquelle la commune est exposée à un climat océanique altéré et est dans la région climatique Aquitaine, Gascogne, caractérisée par une pluviométrie abondante au printemps, modérée en automne, un faible ensoleillement au printemps, un été chaud (19,5 °C), des vents faibles, des brouillards fréquents en automne et en hiver et des orages fréquents en été (15 à 20 jours).
Pour la période 1971-2000, la température annuelle moyenne est de 13,1 °C, avec une amplitude thermique annuelle de 15,1 °C. Le cumul annuel moyen de précipitations est de 819 mm, avec 10,5 jours de précipitations en janvier et 6,4 jours en juillet. Pour la période 1991-2020, la température moyenne annuelle observée sur la station météorologique la plus proche, située sur la commune de Beaucaire à 8 km à vol d'oiseau, est de 13,8 °C et le cumul annuel moyen de précipitations est de 775,9 mm,. Pour l'avenir, les paramètres climatiques de la commune estimés pour 2050 selon différents scénarios d'émission de gaz à effet de serre sont consultables sur un site dédié publié par Météo-France en novembre 2022.

### Milieux naturels et biodiversité
Aucun espace naturel présentant un intérêt patrimonial n'est recensé sur la commune dans l'inventaire national du patrimoine naturel,,.

## Urbanisme

### Typologie
Au 1er janvier 2024, Mourède est catégorisée commune rurale à habitat très dispersé, selon la nouvelle grille communale de densité à sept niveaux définie par l'Insee en 2022.
Elle est située hors unité urbaine. Par ailleurs la commune fait partie de l'aire d'attraction de Vic-Fezensac, dont elle est une commune de la couronne,. Cette aire, qui regroupe 11 communes, est catégorisée dans les aires de moins de 50 000 habitants,.

### Occupation des sols
L'occupation des sols de la commune, telle qu'elle ressort de la base de données européenne d’occupation biophysique des sols Corine Land Cover (CLC), est marquée par l'importance des territoires agricoles (98,9 % en 2018), en augmentation par rapport à 1990 (97,6 %). La répartition détaillée en 2018 est la suivante : 
terres arables (63,1 %), zones agricoles hétérogènes (16,6 %), prairies (13,9 %), cultures permanentes (5,4 %), forêts (0,9 %), milieux à végétation arbustive et/ou herbacée (0,2 %). L'évolution de l’occupation des sols de la commune et de ses infrastructures peut être observée sur les différentes représentations cartographiques du territoire : la carte de Cassini (XVIIIe siècle), la carte d'état-major (1820-1866) et les cartes ou photos aériennes de l'IGN pour la période actuelle (1950 à aujourd'hui).

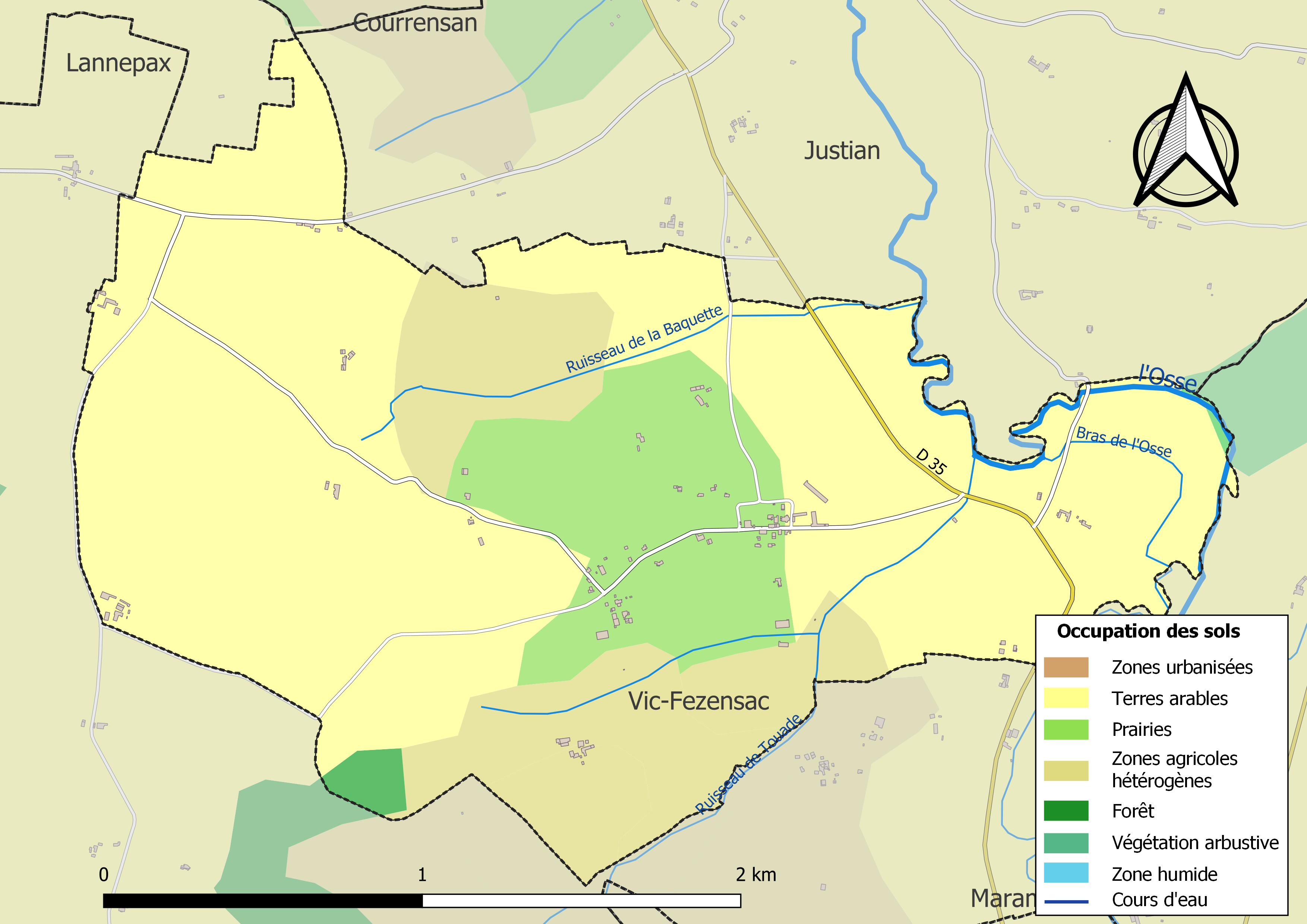
Carte des infrastructures et de l'occupation des sols de la commune en 2018 (CLC).

### Risques majeurs
Le territoire de la commune de Mourède est vulnérable à différents aléas naturels : météorologiques (tempête, orage, neige, grand froid, canicule ou sécheresse), inondations et séisme (sismicité très faible). Un site publié par le BRGM permet d'évaluer simplement et rapidement les risques d'un bien localisé soit par son adresse soit par le numéro de sa parcelle.
Certaines parties du territoire communal sont susceptibles d’être affectées par le risque d’inondation par débordement de cours d'eau, notamment l'Osse. La cartographie des zones inondables en ex-Midi-Pyrénées réalisée dans le cadre du XIe Contrat de plan État-région, visant à informer les citoyens et les décideurs sur le risque d’inondation, est accessible sur le site de la DREAL Occitanie. La commune a été reconnue en état de catastrophe naturelle au titre des dommages causés par les inondations et coulées de boue survenues en 1999 et 2009,.

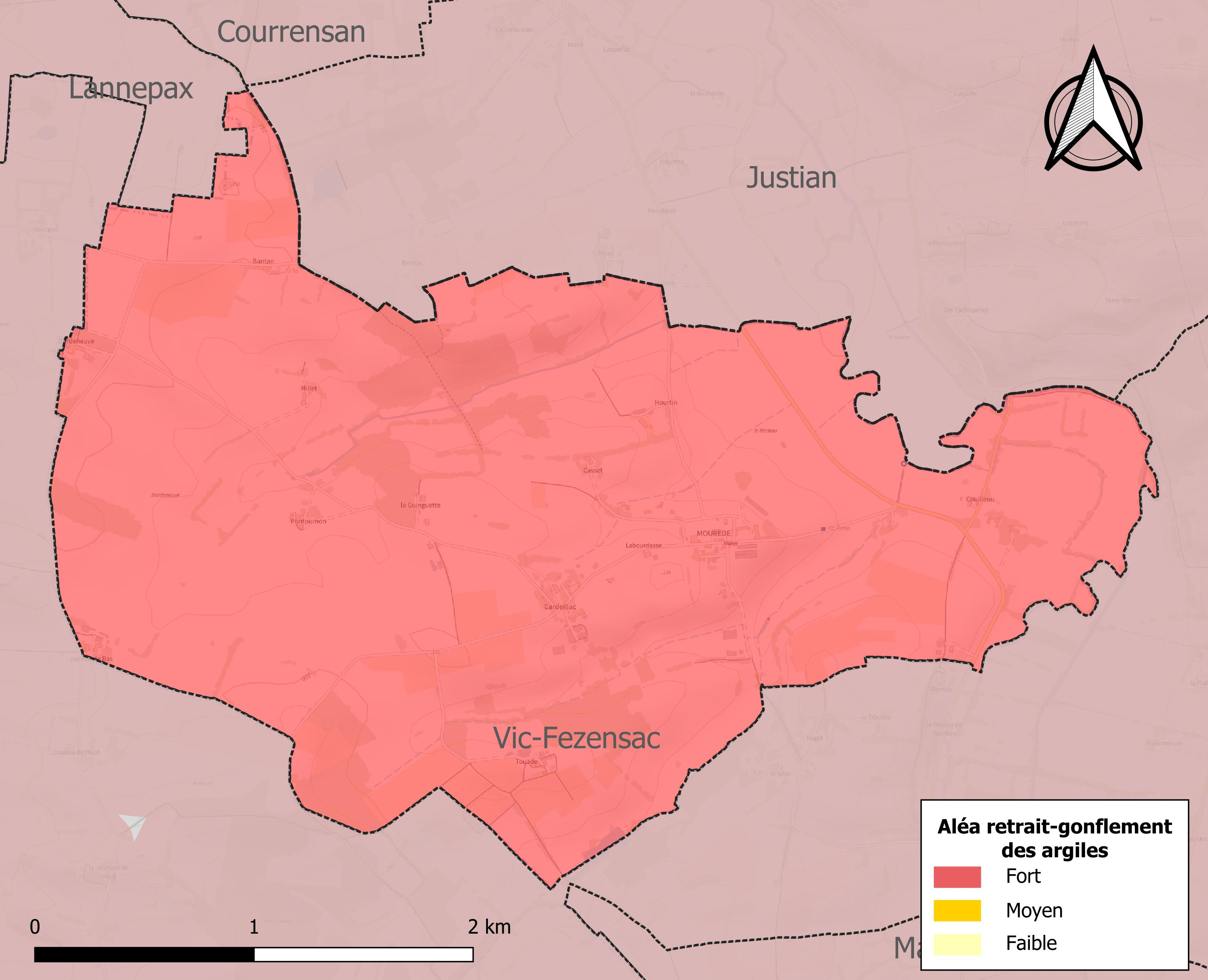
Carte des zones d'aléa retrait-gonflement des sols argileux de Mourède.

Le retrait-gonflement des sols argileux est susceptible d'engendrer des dommages importants aux bâtiments en cas d’alternance de périodes de sécheresse et de pluie. La totalité de la commune est en aléa moyen ou fort (94,5 % au niveau départemental et 48,5 % au niveau national). Sur les 45 bâtiments dénombrés sur la commune en 2019, 45 sont en aléa moyen ou fort, soit 100 %, à comparer aux 93 % au niveau départemental et 54 % au niveau national. Une cartographie de l'exposition du territoire national au retrait gonflement des sols argileux est disponible sur le site du BRGM,.
Par ailleurs, afin de mieux appréhender le risque d’affaissement de terrain, l'inventaire national des cavités souterraines permet de localiser celles situées sur la commune.
Concernant les mouvements de terrains, la commune a été reconnue en état de catastrophe naturelle au titre des dommages causés par la sécheresse en 1990 et 2011 et par des mouvements de terrain en 1999.

## Toponymie
Le nom de Mourède est issu de l'occitan mora, « mûrier » (du latin morus de même sens) accompagné du suffixe collectif -eda (du latin -eta). En ancien français, et sans doute aussi en ancien occitan,le terme mûrier pouvait aussi bien désigner le mûrier que la ronce. Pour avoir servi à désigner un lieu d'habitation, il devait s'agir de l'arbre caractéristique de la propriété plutôt que de la ronce, bien trop commune pour avoir qualité distinctive.

Une autre étymologie a été proposée, faisant appel au gascon mourédo, « lieu humide ».

## Politique et administration
| Période                                  | Période  | Identité               | Étiquette | Qualité         |
| ---------------------------------------- | -------- | ---------------------- | --------- | --------------- |
| 1725                                     | 1725     | Dominique Barats       |           |                 |
| 1785                                     | 1785     | Jean Barats            |           |                 |
| 1794                                     | 1800     | Dominique Maria Soules |           |                 |
| 1800                                     | 1806     | Bernard Faget          |           |                 |
| 1806                                     | 1813     | Jean Baptiste Moulie   |           |                 |
| 1814                                     | 1831     | Raymond Cassignoles    |           |                 |
| 1831                                     | 1831     | Jean Louis Lalanne     |           |                 |
| 1831                                     | 1838     | Jean Cazaux            |           |                 |
| 1838                                     | 1847     | Pierre Soumaron        |           |                 |
| 1848                                     | 1849     | Jean Faget             |           |                 |
| 1849                                     | 1870     | Jean Lalanne           |           |                 |
| 1870                                     | 1877     | Bernard Agut           |           |                 |
| 1877                                     | 1894     | Joseph Lalanne         |           |                 |
| 1894                                     | 1907     | Henri Agut             |           |                 |
| 1907                                     | 1914     | Lalanne                |           |                 |
| 1914                                     | 1920     | Jean Desbarats         |           |                 |
| 1920                                     | 1923     | Théodore Deauze        |           |                 |
| 1923                                     | 1925     | Dubor                  |           |                 |
| 1925                                     | 1929     | Roger Lalanne          |           |                 |
| 1929                                     | 1935     | Justin Canezin         |           |                 |
| 1935                                     | 1940     | Roger Lalanne          |           |                 |
| 1940                                     | 1945     | Cyprien Castagnet      |           |                 |
| 1945                                     | 1947     | Roger Lalanne          |           |                 |
| 1947                                     | 1971     | Francis Agut           |           |                 |
| 1971                                     | 1977     | Maurice Canezin        |           |                 |
| 1977                                     | 1983     | André Lamothe          |           |                 |
| 1983                                     | 1995     | Maurice Canezin        |           |                 |
| 1995                                     | 2008     | Pierre Agut            |           |                 |
| 2008                                     | En cours | Philippe Cantan        | DVD       | Agent technique |
| Les données manquantes sont à compléter. |          |                        |           |                 |

## Démographie
L'évolution du nombre d'habitants est connue à travers les recensements de la population effectués dans la commune depuis 1793. Pour les communes de moins de 10 000 habitants, une enquête de recensement portant sur toute la population est réalisée tous les cinq ans, les populations de référence des années intermédiaires étant quant à elles estimées par interpolation ou extrapolation. Pour la commune, le premier recensement exhaustif entrant dans le cadre du nouveau dispositif a été réalisé en 2004.

En 2022, la commune comptait 70 habitants, en évolution de −23,08 % par rapport à 2016 (Gers : +1,04 %, France hors Mayotte : +2,11 %).
| 1793 | 1800 | 1806 | 1821 | 1831 | 1841 | 1846 | 1851 | 1856 |
| ---- | ---- | ---- | ---- | ---- | ---- | ---- | ---- | ---- |
| 180  | 186  | 197  | 213  | 215  | 201  | 207  | 179  | 174  |

| 1861 | 1866 | 1872 | 1876 | 1881 | 1886 | 1891 | 1896 | 1901 |
| ---- | ---- | ---- | ---- | ---- | ---- | ---- | ---- | ---- |
| 175  | 155  | 169  | 175  | 185  | 165  | 160  | 147  | 128  |

| 1906 | 1911 | 1921 | 1926 | 1931 | 1936 | 1946 | 1954 | 1962 |
| ---- | ---- | ---- | ---- | ---- | ---- | ---- | ---- | ---- |
| 128  | 130  | 125  | 118  | 118  | 117  | 116  | 108  | 93   |

| 1968 | 1975 | 1982 | 1990 | 1999 | 2004 | 2006 | 2009 | 2014 |
| ---- | ---- | ---- | ---- | ---- | ---- | ---- | ---- | ---- |
| 90   | 95   | 80   | 80   | 69   | 69   | 78   | 84   | 89   |

| 2019 | 2022 | - | - | - | - | - | - | - |
| ---- | ---- | - | - | - | - | - | - | - |
| 75   | 70   | - | - | - | - | - | - | - |

## Économie

### Emploi
|                | 2008  | 2013  | 2018  |
| -------------- | ----- | ----- | ----- |
| Commune        | 4,3 % | 2,2 % | 2,4 % |
| Département    | 6,1 % | 7,5 % | 8,2 % |
| France entière | 8,3 % | 10 %  | 10 %  |

En 2018, la population âgée de 15 à 64 ans s'élève à 44 personnes, parmi lesquelles on compte 80,5 % d'actifs (78 % ayant un emploi et 2,4 % de chômeurs) et 19,5 % d'inactifs,. Depuis 2008, le taux de chômage communal (au sens du recensement) des 15-64 ans est inférieur à celui de la France et du département.
La commune fait partie de la couronne de l'aire d'attraction de Vic-Fezensac, du fait qu'au moins 15 % des actifs travaillent dans le pôle,. Elle compte 15 emplois en 2018, contre 11 en 2013 et 11 en 2008. Le nombre d'actifs ayant un emploi résidant dans la commune est de 34, soit un indicateur de concentration d'emploi de 44,8 % et un taux d'activité parmi les 15 ans ou plus de 51,6 %.
Sur ces 34 actifs de 15 ans ou plus ayant un emploi, 5 travaillent dans la commune, soit 16 % des habitants. Pour se rendre au travail, 93,8 % des habitants utilisent un véhicule personnel ou de fonction à quatre roues et 6,2 % n'ont pas besoin de transport (travail au domicile).

### Activités hors agriculture
10 établissements sont implantés  à Mourède au 31 décembre 2019.
Le secteur du commerce de gros et de détail, des transports, de l'hébergement et de la restauration est prépondérant sur la commune puisqu'il représente 40 % du nombre total d'établissements de la commune (4 sur les 10 entreprises implantées  à Mourède), contre 27,7 % au niveau départemental.

### Agriculture
La commune est dans le Ténarèze, une petite région agricole occupant le centre du département du Gers, faisant transition entre lʼAstarac “pyrénéen”, dont elle est originaire et dont elle prolonge et atténue le modelé, et la Gascogne garonnaise dont elle annonce le paysage. En 2020, l'orientation technico-économique de l'agriculture  sur la commune est la polyculture et/ou le polyélevage.
|               | 1988 | 2000 | 2010 | 2020 |
| ------------- | ---- | ---- | ---- | ---- |
| Exploitations | 13   | 12   | 8    | 11   |
| SAU (ha)      | 632  | 555  | 591  | 815  |

Le nombre d'exploitations agricoles en activité et ayant leur siège dans la commune est passé de 13 lors du recensement agricole de 1988  à 12 en 2000 puis à 8 en 2010 et enfin à 11 en 2020, soit une baisse de 15 % en 32 ans. Le même mouvement est observé à l'échelle du département qui a perdu pendant cette période 51 % de ses exploitations,. La surface agricole utilisée sur la commune a quant à elle augmenté, passant de 632 ha en 1988 à 815 ha en 2020. Parallèlement la surface agricole utilisée moyenne par exploitation a augmenté, passant de 49 à 74 ha.

## Culture locale et patrimoine

### Lieux et monuments
- Église Saint-Orens.
- rempart de l'ancienne bastide 1286, ancien cimetière au lieu-dit las Matalènes (où se trouvait un hôpital).
- Château de Bordeneuve, vestiges celtiques et gallo-romains, ancienne salle du XVIIe siècle au lieu-dit Pontournon, proche de l'ancien emplacement d'une chapelle et de son cimetière disparus au XVIIIe siècle.